# Ca' d'Oro
Ca' d'Oro ali Palazzo Santa Sofia je palača ob Canalu Grande v Benetkah v severni Italiji. Ena izmed starejših palač v mestu, njeno ime pomeni zlata hiša zaradi pozlačenih in polikromiranih zunanjih okraskov, ki so nekoč krasili njene stene. Od leta 1927 se uporablja kot muzej kot Galleria Giorgio Franchetti.
Dolgo je veljala za najbolje ohranjeno palačo v beneški gotski arhitekturi, ki je kljub nekaterim izgubam ohranila vse najbolj značilne lastnosti. Na pročelju je ložasta okenska skupina tesno razporejenih majhnih stebrov s težkimi vzorci s štirilistnimi odprtinami zgoraj in uporablja formulo iz Doževe palače, ki je postala ikona. Tu je tudi dekoracija po bizantinskem vzoru vzdolž strešne linije in vzorci v modnih barvah kamna na ravnih stenskih površinah. Na manjših oknih so raznovrstne oblike z ogee lokom, zaokroženim z reliefnim ornamentom, robovi in meje con pa so označeni z vrvnimi reliefi.
V palači je postavljeno tretje dejanje opere La gioconda Amilcareja Ponchiellija.

## Zgodovina
Palača je bila zgrajena med letoma 1428 in 1430 za družino Contarini, ki je Benetkam dala osem dožev med letoma 1043 in 1676. Arhitekta Ca' d'Oro sta bila Giovanni Bon in njegov sin Bartolomeo Bon.
Po padcu Beneške republike leta 1797 je palača večkrat zamenjala lastništvo. Leta 1846 je palačo kupil Alessandro Trubetzkoi, ko je bila v razrušenem stanju, kot darilo za baletno plesalko Marie Taglioni. Zaradi nepremišljene prenove arhitekta je bil zaprt po obtožbi zaradi vandalizma. Na koncu so bili odstranjeni številni gotski elementi, med drugim stopnišče notranjega dvorišča in balkoni, ki so gledali na dvorišče.
Leta 1894 je palačo pridobil njen zadnji lastnik, baron Giorgio Franchetti; vse življenje je zbiral pomembno umetniško zbirko in osebno nadziral obsežno obnovo palače, vključno z rekonstrukcijo stopnišča in kozmatskega tlaka s starinskimi marmorji. Leta 1916 je Franchetti zapustil Ca' d'Oro italijanski državi. Zdaj je odprta za javnost kot galerija: Galleria Giorgio Franchetti alla Ca' d'Oro.

## Opis
Glavna fasada Ca' d'Oro, ki gleda na Canal Grande, je zgrajena v cvetličnem beneškem gotskem slogu. Druge bližnje zgradbe v tem slogu so Palazzo Barbaro in Palazzo Justinijan. Ta linearni slog, ki so ga favorizirali beneški arhitekti, ni nadomestila beneška renesančna arhitektura do konca 15. stoletja ali pozneje.
V pritličju je vgrajena stebričasta loža, ki omogoča dostop do predprostora (portego de mezo) neposredno iz kanala. Nad tem stebriščem je zaprt balkon glavnega salona na piano nobile. Stebri in oboki tega balkona imajo kapitele, ki podpirajo vrsto štirilistnih oken; nad tem balkonom je še en zaprt balkon ali loža podobne, a svetlejše izvedbe.
Palača ima (kot druge podobne stavbe v Benetkah) majhno notranje dvorišče. Sosednja palača je Palazzo Giustinian Pesaro.

## Muzej
V galeriji je zbirka umetniških del, ki jih je Giorgio Franchetti zbral v svojem življenju. Po donaciji italijanski državi leta 1916 in v pripravah na muzej so Franchettijevo zbirko spremljale nekatere državne zbirke, iz katerih izvira večina razstavljenih bronov in skulptur, ter številne beneške in flamske slike.
Med najbolj dragocena dela sodita Sveti Boštjan Andrea Mantegne in Portret Marcella Durazza  Anthonis van Dycka.
Poleg razstavnih prostorov so v muzeju tudi različni laboratoriji za konserviranje in restavriranje umetnin. 
- Dvorišče
- Kazmatska tla v portego
- Zadnja vrata na ulico
- Strop iz 15. stoletja
- Svinčnik in akvarel Johna Ruskina. (1845)
- Vhod v kanal med poplavo
- Razstavna dvorana v drugem nadstropju stavbe